# Furth im Wald
Furth im Wald (tschechisch Brod nad Lesy, bzw. Bavorský Brod) ist eine Stadt im Oberpfälzer Landkreis Cham und ein Grenzort zu Tschechien.

## Lage
Furth im Wald befindet sich an der Grenze zu Tschechien und liegt an den Gewässern Chamb, Kalte sowie Warme Pastritz. Die Fläche des Stadtgebietes bildet hinsichtlich der Verwaltung und auch geographisch eine Trennung zwischen dem Oberpfälzer Wald im Norden und dem Bayerischen Wald im Süden. Es begrenzt die Cham-Further Senke, einen tiefen Taleinschnitt zwischen diesen beiden Mittelgebirgen und ist dem Künischen Gebirge benachbart. Etwa 3 km nordöstlich der Stadt erhebt sich der Dieberg (639 m ü. NHN), auf dem der Aussichtsturm Bayernwarte steht; südlich des Berges wird der Chamb im Drachensee gestaut. Etwa 5 km nordwestlich der Stadt erhebt sich der Kreuzfelsen (Oberpfälzer Wald) (938 m ü. NHN), die höchste Erhebung im deutschen Teil des Oberpfälzer Walds.

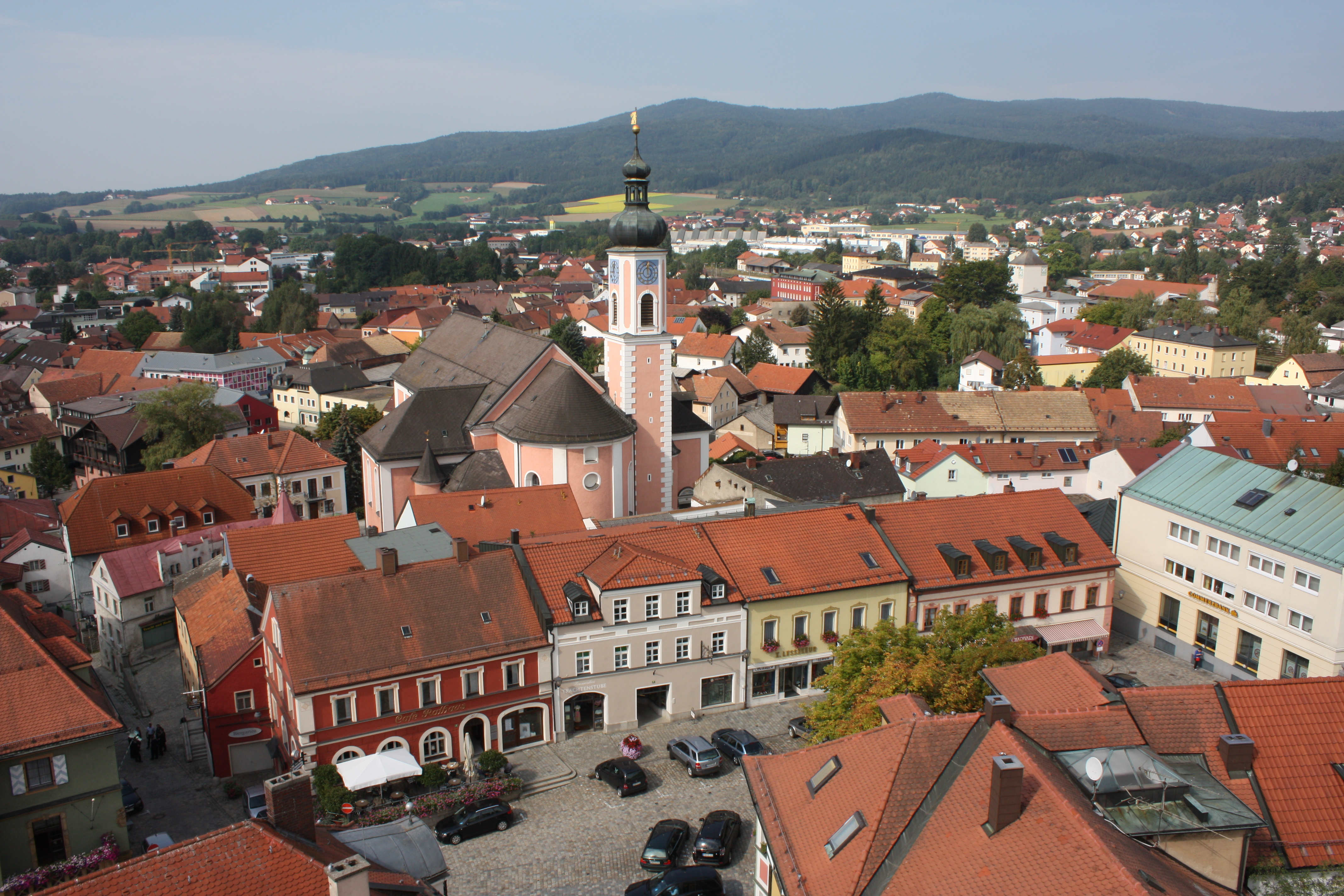
Blick über Furth
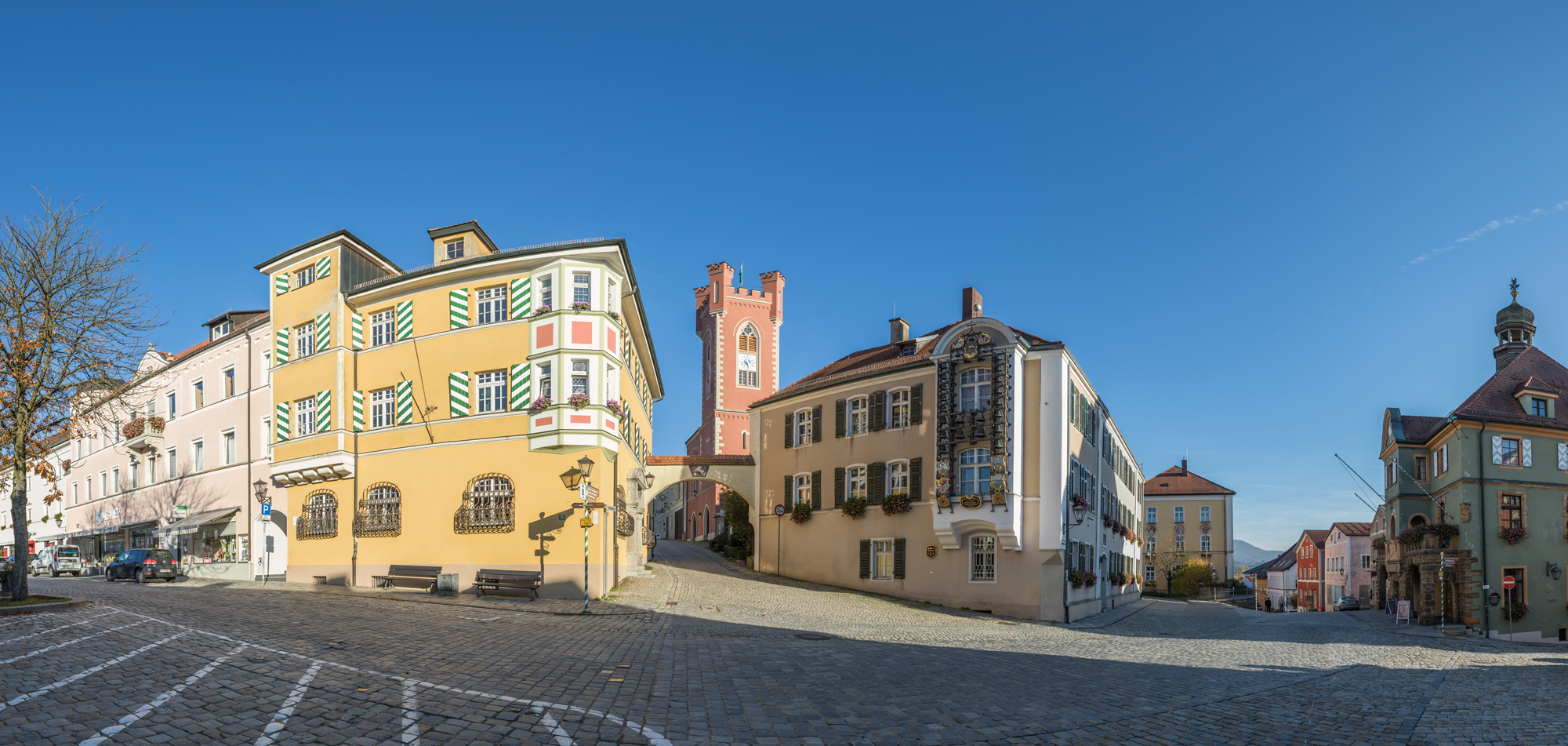
Stadtplatz von Furth

### Nachbargemeinden
Die Nachbargemeinden (im Uhrzeigersinn) sind: Česká Kubice, Všeruby u Kdyně, Eschlkam, Rimbach, Arnschwang, Weiding, Gleißenberg und Waldmünchen.
| Waldmünchen 13 km  | Česká Kubice 7 km                           | Všeruby u Kdyně 11 km |
| Gleißenberg 7,5 km | Kompassrose, die auf Nachbargemeinden zeigt | Eschlkam 5 km         |
| Weiding 8 km       | Arnschwang 4 km                             | Rimbach 9 km          |

### Gemeindegliederung
Es gibt 37 Gemeindeteile (in Klammern ist der Siedlungstyp angegeben):
- Aiglshof (Einöde)
- Äpflet (Dorf)
- Blasihof (Einöde)
- Blätterberg (Einöden)
- Bogen (Weiler)
- Böhmerstraße (Einöden)
- Bruckmühle (Einöde)
- Daberg (Einöden)
- Degelberg (Dorf)
- Dieberg (Dorf)
- Furth im Wald (Hauptort)
- Grabitz (Dorf)
- Grasmannsdorf (Dorf)
- Grub (Dorf)
- Gschwand (Dorf)
- Haberseigen (Weiler)
- Klöpflesberg (Einöden)
- Kühberg (Dorf)
- Leinmühle (Einöde)
- Lixenried (Pfarrdorf)
- Oberrappendorf (Dorf)
- Ösbühl (Einöden)
- Ränkam (Pfarrdorf)
- Rußmühle (Weiler)
- Schafberg (Einöden)
- Sengenbühl (Dorf)
- Seuchau (Weiler)
- Straßhof (Einöde)
- Tradl (Einöde)
- Tradt (Dorf)
- Unterdörfl (Weiler)
- Unterrappendorf (Dorf)
- Voithenberg (Weiler)
- Voithenberghütte (Dorf)
- Waradein (Weiler)
- Wutzmühle (Dorf)
- Ziegelhütte (Einöde)

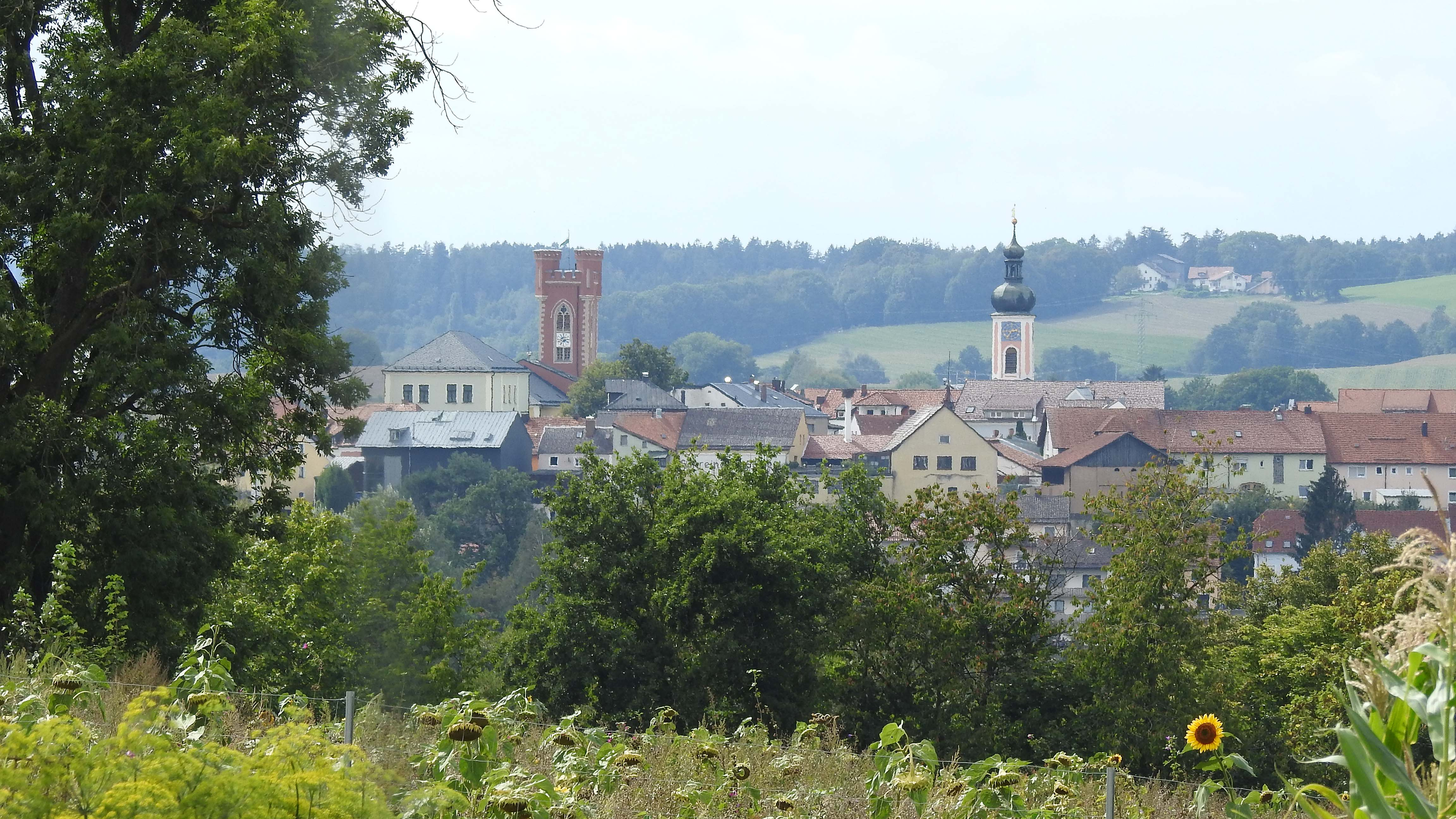
Furth im Wald von Osten

Es gibt die Gemarkungen Furth im Wald, Grabitz, Herzogau,  Lixenried, Ränkam und Sengenbühl. Von der Gemarkung Herzogau liegt nur der Gemarkungsteil 0 auf dem Stadtgebiet von Furth im Wald, der Gemarkungsteil 1 liegt in der Stadt Waldmünchen.

### Nachbargemeinden
Auf Seite der Bundesrepublik Deutschland grenzen im Nordwesten die Stadt Waldmünchen und die Gemeinde Gleißenberg an Furth im Wald, im Süden liegen Weiding (Landkreis Cham) und Arnschwang. Im Osten grenzt es an Eschlkam,
im Norden an den Okres Domažlice in Tschechien.

## Geschichte
Steinbeile und andere vorgeschichtliche Funde lassen auf erste Siedlungen in der Jungsteinzeit 4500 v. Chr. schließen. Siehe auch bei Stefling.

### Mittelalter
Am 9. April 1086 wurde Furth im Wald erstmals urkundlich erwähnt. Damals schenkte der Salierkaiser Heinrich IV. mehrere erbuntertänige Dörfer und deren Einnahmen in der Markgrafschaft Cham im Nordgau (Bayern), darunter auch Vurte, das sich später zur Stadt Furth im Wald entwickelte, an den Regensburger Domvogt Friedrich aus dem Hause der Grafen von Bogen (Adelsgeschlecht) für dessen Verdienste während des Investiturstreits zu Gunsten des Kaisers. Wie der Name Vurte vermuten lässt, befand sich das Dorf an einer Furt, durch die Handels- und Heereswege entlang der Flussauen des mäandrierenden Chambs in das Siedlungsgebiet der Choden in Westböhmen führten.
Im Jahr 1300 wurde Furth im Wald erstmals als Zollstation genannt. 1332 bestätigte der bayerische Herzog Heinrich XIV. die Stadtrechte. 1426 plünderten und mordeten Heeresgruppen der Reformbewegung der Hussiten im Grenzland Künisches Gebirge, wobei vermutlich auch die Stadt Furth zerstört wurde. 1470 wurde eine Grenzhauptmannschaft Furth, als eine der ältesten bayerischen Landwehrorganisationen gegründet und die Grenzfahne mit dem Stammwappen der Grafen von Bogen (Adelsgeschlecht), den weiß-blauen Rauten, geweiht. Eine Nachfolge-Ausführung aus kostbarem Material wurde im Heimatmuseum der Stadt in einer Vitrine aufbewahrt (siehe Literatur bei Johanna von Herzogenberg).

### Neuzeit

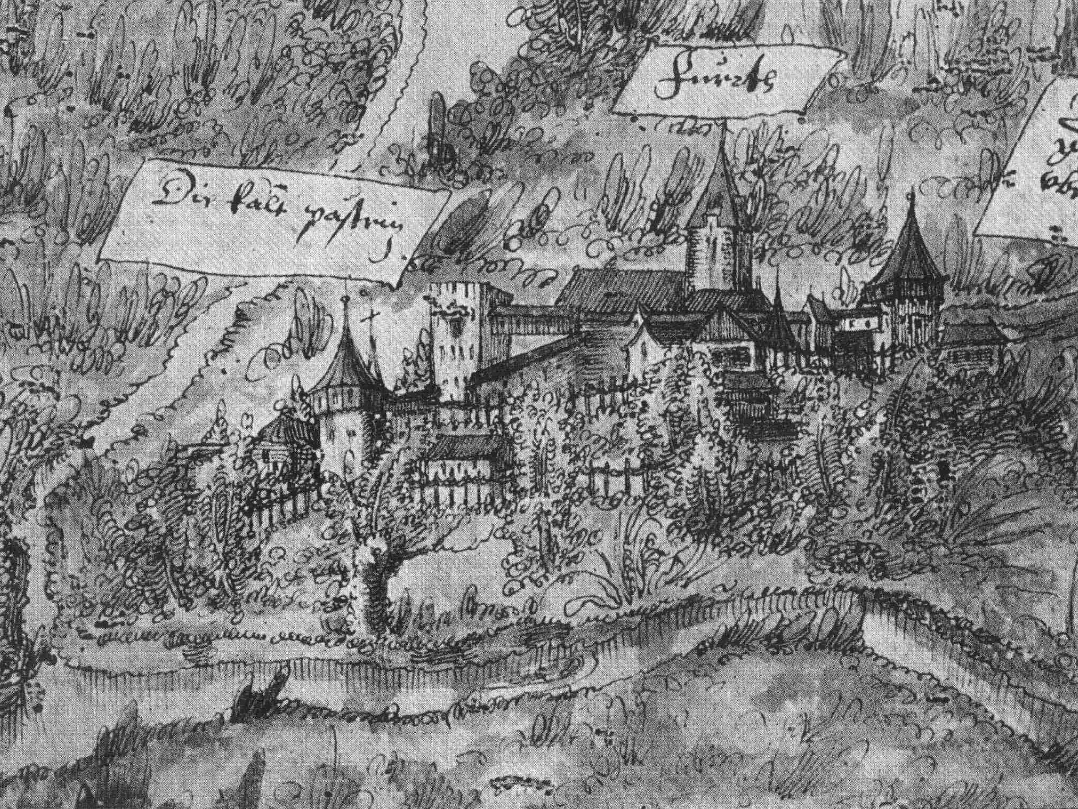
Furth im Wald im Grenzvisier von 1514

Im Jahre 1514 ließ der Further Grenzhauptmann Sigmund von Seyboltsdorff ein Grenzvisier erstellen, die älteste kartographische Grenzbeschreibung von Furth im Wald bis zum Arber im Böhmerwald. Der Further Drachenstich wurde erstmals 1590 erwähnt. Er ist eines der ältesten Volksschauspiele im deutschen Sprachraum, ursprünglich entstanden bei einem Fronleichnamsumzug. In diesem Festspiel werden seit 1951 die Hussitenkriege als Hintergrund des Drachenstichs dargestellt.
1633 während des Dreißigjährigen Krieges (1618–1648) verwüsteten evangelisch-lutherische Heeresgruppen der Schweden die Stadt, als Generalfeldmarschall Wallenstein u. a. mit Ottavio Piccolomini in Furth im Wald einen Kriegsrat abgehalten hatte und den Abzug seines Heeres nach Eger (Cheb) beschlossen hatte. Das Gefecht am Antlesbrunn mit Einnahme und Plünderung der Stadt im Spanischen Erbfolgekrieg fand 1703 statt. 1764 erfolgte die endgültige Festlegung des Grenzverlaufs zwischen Böhmen und Bayern zwischen Kaiserin Maria Theresia und dem bayerischen Kurfürsten Maximilian III. Joseph. Durch das bayerische Gemeindeedikt von 1818 wurden die kommunale Selbstverwaltungsrechte Furth im Walds erneuert. 1838 erfolgte die Verlegung eines Landgerichtssitzes nach Furth im Wald, Furth war bis 1862 Verwaltungs- und Gerichtssitz. 1861 erfolgte der Anschluss an das Eisenbahnnetz. Furth im Wald wurde Haltepunkt der Hauptlinie Nürnberg–Prag. 1862 wurde Furth verwaltungstechnisch dem neu gegründeten Bezirksamt Cham zugeordnet, das Landgericht als Gerichtsbehörde bestand weiterhin. 1863 verwüstete ein Stadtbrand Furth, wobei die gesamte östliche Stadthälfte sowie der alte Further Stadtturm zerstört wurden.
Den Zweiten Weltkrieg (1939–1945) überstand Furth weithin unbeschadet, obwohl es im April und Mai 1945 im Grenzgebiet bei Cham noch zu teils erbitterten Kämpfen mit den nach West- und Südböhmen vorrückenden Truppenverbänden der amerikanischen Streitkräfte kam. Furth im Wald sollte als „Frontstadt“ zur Verteidigung der „Festung Böhmen“ dienen und wurde bis Kriegsende mit zahlreichen Bunkeranlagen im Stadtbereich und der Umgebung gerüstet. In Folge von amerikanischen Tieffliegerangriffen am 03. April 1945 gab es Gebäudeschäden  im Bereich Bayplatz und im Betriebsgebäude der Holzschuhfabrik Rank-Seidl. Erhebliche Gebäudeschäden wurden nach einem Luftangriff vom 17. April 1945 gemeldet, allein im Stadtkern Schäden an 25 Anwesen registriert, es folgten weitere Tieffliegerangriffe vom 22. und 23. April 1945 mit wesentlichen Gebäudeschäden. Am 23. April 1945 wurde die Eisenbahnbrücke bei der Späthenmühle nahe Dieberg gesprengt, nach Vermittlung durch Bürgermeister Hörmann erfolgte der Abzug des größten Teils der Verteidigungseinheiten. Durch alliierten Artilleriebeschuss vom 25. und 26. April 1945 traten Sach- und Gebäudeschäden ein, u. a. am Friedhof, am evangelischen Pfarrhaus, im Bereich des Holzlagers der Firma Edelmann sowie am Stadtplatz, am Schießstättenweg und am Lagerweg. Furth lag in der Nacht unter Störfeuer einer US-Artilleriebatterie, im 30-Minuten-Takt wurden jeweils fünfzehn Sprenggranaten gezündet. Einen Toten und mehrere Verletzte waren am 26. April 1945 zu beklagen, als Furth durch deutsche Artillerie gegen 14:00 Uhr vom Bereich Ösbühl-Daberg beschossen wurde, als die US-Armee vorrückte. Nach Vermittlung durch Bürgermeister Hörmann wurde schließlich der deutsche Beschuss eingestellt und das 359. Infanterieregiment der US-Armee konnte kampflos einmarschieren. Während des US-Einmarsches am 26. April 1945 wurde ein Anwesen in der Eschelkamer Straße durch Sprengung von deutscher Munition beschädigt und ein deutscher Soldat getötet. Am 27. April 1945 wurden die letzten Kampfhandlungen zwischen US- und deutschen Einheiten in Ösbühl-Daberg gemeldet. Ende Juli 1945 waren japanische Kriegsgefangene in der Stadt untergebracht. 1946 errichtete man ein Grenzdurchgangslager für Flüchtlinge. 1950 waren 2.531 von 9.453 Einwohnern Heimatvertriebene. Wohnungsbau und Maßnahmen zum Ausbau der Infrastruktur wurden vorangetrieben, neue Betriebe siedelten sich an.

### Seit 1945
Von 1946 bis 1957 war in Furth im Wald ein Auffanglager für ca. 706.000 Heimatvertriebene während der Zeit der Vertreibung der Deutschen aus der Tschechoslowakei. 1964 wurde der Straßengrenzübergang über Vollmau (Folmava) in der Tschechoslowakei unter strengen Visa-Bestimmungen der ČSSR wieder eröffnet, als einer von damals nur vier Grenzübergängen für den Straßenverkehr zwischen der Bundesrepublik Deutschland und der Tschechoslowakei.
Der Abbau der Grenzsperren auf tschechoslowakischer Seite erfolgte 1990. Die Unterzeichnung der Staatsverträge über die Erleichterung der Grenzabfertigung im Eisenbahn-, Straßen- und Schiffsverkehr sowie über die gegenseitige Unterstützung der Zollverwaltungen zwischen der Bundesrepublik Deutschland und Tschechien folgte 1995 im Rathaus von Furth im Wald. Am 21. Dezember 2007 entfielen die Grenzkontrollen zwischen der Bundesrepublik Deutschland und Tschechien und die Grenzstation wurde aufgelöst.

### Eingemeindungen
Im Jahr 1946 wurde ein Teil der Gemeinde Grabitz eingegliedert. Ränkam (mit dem anderen Teil der ehemaligen Gemeinde Grabitz) und Sengenbühl (bis Mitte 1904 im Bezirksamt Kötzting) wurden im Zuge der Gebietsreform in Bayern am 1. Januar 1972, Lixenried und ein Teil der Gemeinde Herzogau (beide aus dem Landkreis Waldmünchen) am 1. Juli 1972 eingemeindet.

### Einwohnerentwicklung
Zwischen 1988 und 2018 sank die Einwohnerzahl von 9396 auf 9093 um 303 Einwohner bzw. um 3,22 %.

## Politik

### Stadtrat
Der Rat der Stadt besteht aus 20 Räten sowie dem Ersten Bürgermeister.
Nach den Kommunalwahlen 2014 und 2020 ergab sich folgende Stimmen- und Sitzverteilung:
| Parteien und Wählergemeinschaften             | Anteil 2014 | Sitze 2014 | Anteil 2020 | Sitze 2020 |
| --------------------------------------------- | ----------- | ---------- | ----------- | ---------- |
| Christlich-Soziale Union in Bayern (CSU)      | 27,1 %      | 6          | 27,8 %      | 5          |
| Bündnis 90/Die Grünen (Grüne)                 | 0 %         | 0          | 8,6 %       | 2          |
| Freie Wähler (FW)                             | 12,4 %      | 2          | 18,8 %      | 3          |
| Sozialdemokratische Partei Deutschlands (SPD) | 11,1 %      | 2          | 8,4 %       | 2          |
| Ränkamer Wählergemeinschaft (RWG)             | 9,0 %       | 2          | 10,4 %      | 2          |
| Christliche Wählergemeinschaft (CWG)          | 12,0 %      | 2          | 14,4 %      | 3          |
| Sengenbühler Wählergemeinschaft (SWG)         | 9,1 %       | 2          | 8,3 %       | 2          |
| Freier Wählerblock (FWB)                      | 3,3 %       | 1          | 0,0 %       | 0          |
| Christlich Freie Wählervereinigung (CFW)      | 5,5 %       | 1          | 3,3 %       | 1          |
| Junge Liste (JL)                              | 10,6 %      | 2          | 0,0 %       | 0          |
| Gesamt                                        | 100,0 %     | 20         | 100,0 %     | 20         |

Dabei schlossen sich die Umland-Wählergemeinschaften in den vergangenen Amtsperioden traditionell der CSU-Fraktion an, gründeten aber 2008 eine eigene „Umlandfraktion“.
Nach dem Ableben von Bürgermeister Reinhold Macho wurde Johannes Müller zum Ersten Bürgermeister gewählt (siehe unten).

### Bürgermeister

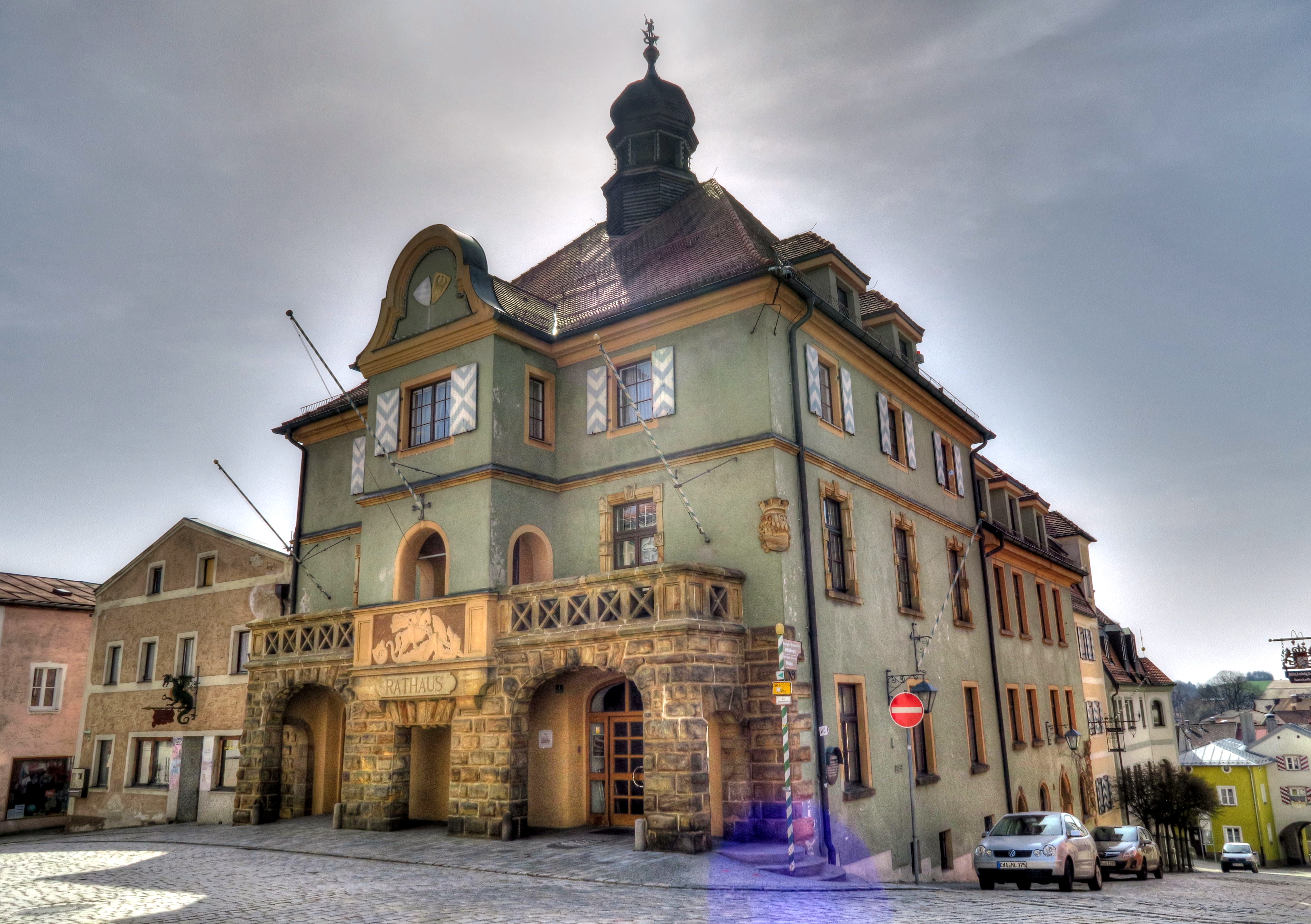
Rathaus von Furth im Wald

Erster Bürgermeister ist Sandro Bauer (CSU). Nach dem Tod des langjährigen Bürgermeisters Reinhold Macho am 8. September 2005 fanden am 4. Dezember 2005 Neuwahlen statt. Es kam zur Stichwahl zwischen Volker Heiduk (Freie Wähler) und Johannes Müller (CFW). Am 18. Dezember 2005 wählten die Further Bürger Johannes Müller mit 56,93 % der Stimmen zum neuen Bürgermeister. Bei der nächsten Wahl im November 2011 kamen Johannes Müller und der Bewerber der CSU, Sandro Bauer, in die Stichwahl. Diese gewann Bauer am 20. November 2011 mit 61,1 %; Amtsinhaber Müller kam auf 38,9 %. Die Kommunalwahl am 16. März 2014 gewann Sandro Bauer (CSU) mit 82,89 %. Sein Gegenkandidat Günter Stelzer (CFW) kam auf 17,11 %. Bei der Wahl vom 15. März 2020 wurde Bauer mit 58,2 % für weitere sechs Jahre gewählt; Toni Schmidt (Freie Wähler) kam auf 33,9 % und Günter Stelzer (CFW) auf 7,9 % der Stimmen.
- Zweiter Bürgermeister ist Michael Mühlbauer (Freie Wähler)
- Dritter Bürgermeister ist Franz Former (Christliche Wählergemeinschaft)

### Wappen
| Wappen von Furth im Wald | Blasonierung: „Unter Schildhaupt mit den bayerischen Rauten geteilt von Silber und Grün; oben zwei schwarze Wellenleisten.“                                    |
| Wappen von Furth im Wald | Wappenbegründung: Die zwei schwarze Wellenleisten oben symbolisieren den Fluss Chamb. Das Wappen ist seit dem 14. Jahrhundert bekannt und wurde 1978 erneuert. |

### Städtepartnerschaften
Es gibt Partnerschaften mit den Städten
- Ludres in Nordost-Frankreich
- Furth bei Göttweig in Niederösterreich
- Domažlice, (deutsch Taus) im Westen der Tschechischen Republik (ca. 20 km von Furth im Wald entfernt)

### Patenschaft
1957 wurde die Patenschaft für die vertriebenen Sudetendeutschen aus der Stadt und dem Kreis Bischofteinitz übernommen.

## Kultur und Sehenswürdigkeiten

### Museen
- Drachenhöhle: Die Hauptattraktion des Further Drachenstichs und größter vierbeiniger Schreitroboter der Welt (Eintrag in das Guinness-Buch der Rekorde) kann in seiner „Höhle“ am Festplatz besichtigt werden.
- Museen am Stadtturm
  - Landestormuseum mit Sammlungen zur Vor- und Frühgeschichte, zur Geschichte der Stadt und der Landesgrenze zu Böhmen, zu Handwerk, religiöser Volkskunst und bäuerlichem und bürgerlichem Leben in der Stadt
  - Das Erste Deutsche Drachenmuseum zeigt die Geschichte des lokalen Festspieles und eine allgemeine Kulturgeschichte der Mythologie des Drachen.
  - Das Museum des Heimatkreises Bischofteinitz ging aus den 1972 gegründeten Sammlungen des sudetendeutschen Heimatkreises Bischofteinitz im südlichen Egerland hervor.
  - Abteilung Glas und Glasstraße mit einem Kinder-Erlebnisbereich
- Privates Museum Flederwisch mit der Transmissionswerkstatt einer historischen Druckerei, einer Schmiede und einer Agentur für Auswanderer
- Die historische Hammerschmiede Voithenberghütte liegt im Tal der Kalten Pastritz unmittelbar an der Grenze zu Tschechien. Sie wurde 1823 durch den Freiherrn Zacharias Voith von Voithenberg als Arbeitgeber erbaut und war bis 1926 in Betrieb. Heute ist diese Hammerschmiede eine Außenstelle des Landestormuseums, beherbergt eine Ausstellung von Schmiedeprodukten, sonstigen Dokumenten und zeigt Schmiedevorführungen mit zwei wasserradgetriebenen Hämmern.
- Das private Waldmuseum Sengenbühl am Steinbruchsee enthält eine Sammlung von etwa 800 Präparaten einheimischer Tiere, Anschauungsmaterial zur Geologie und Pflanzenwelt aus der Umgebung von Furth im Wald, Werkzeugen zur Holzbearbeitung, eine umfangreiche Uhrensammlung und hat ein angegliedertes Wildgehege und Fischteiche.

### Baudenkmäler

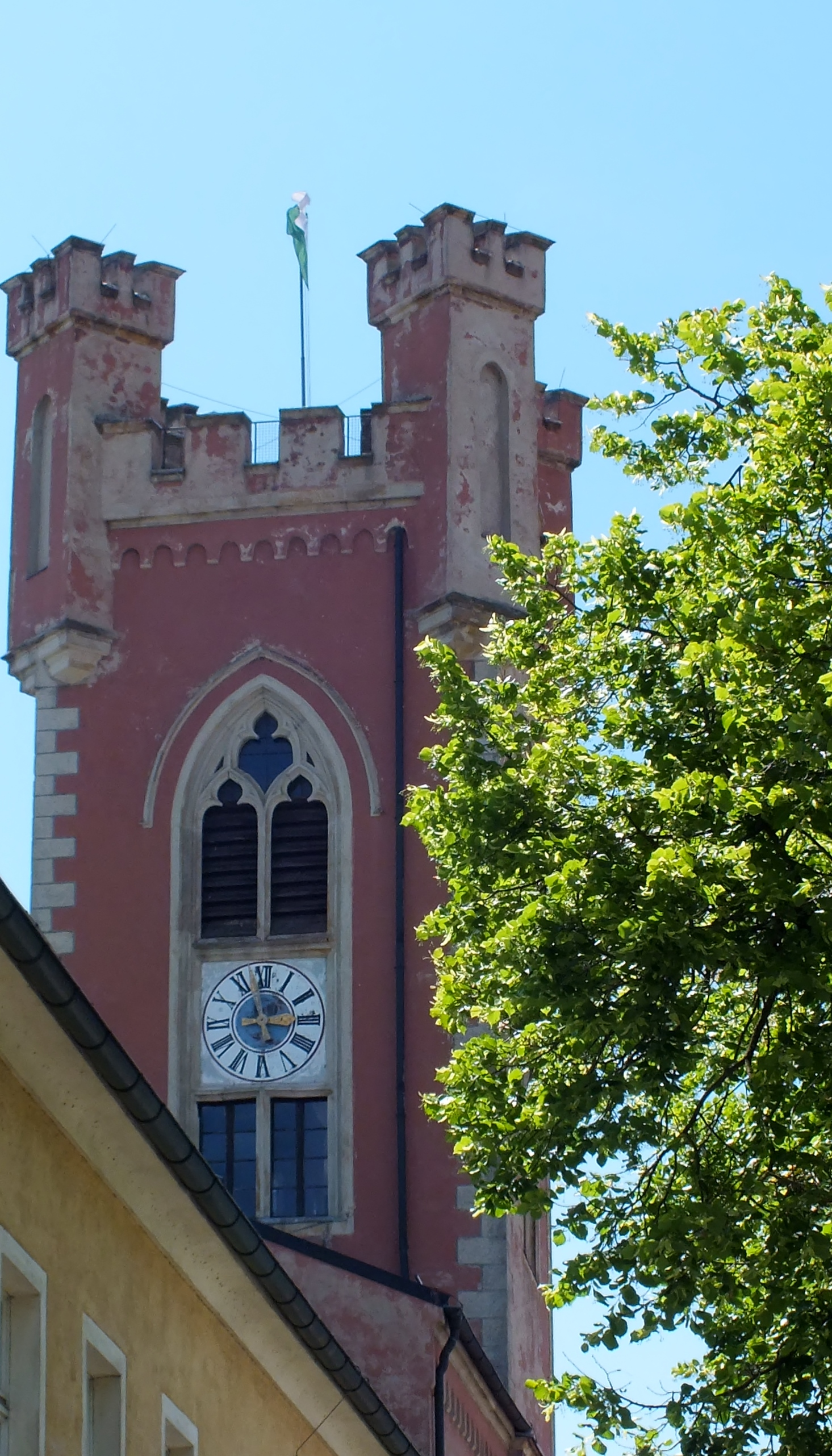
Stadtturm

Der Schlossplatz mit dem 1865 errichteten 35 m hohen Stadtturm ist als Ensemble denkmalgeschützt. Der Turm beherbergt das Landestor- und Drachenmuseum, zu dessen Öffnungszeiten auch die hoch über den umliegenden Dächern liegende Aussichtsplattform zugänglich ist.

### Further Felsengänge
Wie zahlreiche andere Städte, ist Furth im Wald auf einer felsigen Anhöhe errichtet, teilweise von unterirdischen Flucht- und Verbindungsgängen untertunnelt. Diese wurden durch engagierte örtliche Heimatforscher und ehrenamtlich interessierte Helfer wieder zugänglich gemacht. Die freigelegten Felsengänge sind in den Sommermonaten zu besichtigen. Sie bilden mit dem seit dem Mittelalter erhaltenen, fast unveränderten Grundriss der Bebauung einen Blick in die Geschichte der nach zahlreichen Bränden immer wieder aufgebauten Straßenzüge.

### Drachensee
Nach dem Drachen aus dem Further Volksschauspiel, dem Further Drachenstich, wurde der 2009 entstandene Hochwasserspeicher Furth im Wald „Drachensee“ benannt. Rund um den 175 Hektar umfassenden Stausee des Flusses Chamb bei Furth im Wald finden Erholungssucher und Natur-Entdecker einen besonderen Erlebnisbereich. Was den Drachensee von anderen Stauseen des Böhmerwaldes unterscheidet, ist ein sogenanntes Vier-Zonen-Konzept. Dabei stehen die Zone des Naturerlebnisses und die ökologische Regenerationszone im Vordergrund. Die hier angestrebten Ausgleichsmaßnahmen zwischen Mensch und Natur lassen einen neuen beachtenswerten Lebensraum entstehen, der gute Voraussetzungen besitzt, auch bedrohten Tieren und Pflanzen eine Heimat und Überlebensmöglichkeiten zu bieten.
Am nördlichen Westufer des Drachensees befindet sich eine Seebühne sowie die aus COR-TEN-Stahl gefertigte Skulptur „Mythos Drache“, die eine begehbare Aussichtsplattform besitzt.

### Leonhardiritt
Jedes Jahr am Vormittag des Ostermontags findet seit über 200 Jahren ein Leonhardiritt um die Leonhardi-Kirche mit anschließender Feldmesse und Pferdesegnung auf dem Stadtplatz statt.

### Kreuzkirche
Sie wurde 1668 erbaut und hatte im 17. Jahrhundert eine größere Bedeutung als Wallfahrtskirche. Sie beherbergt das wohl älteste Kunstobjekt der Stadt, eine Kreuzigungsgruppe aus dem 14. Jahrhundert.

### Zachäuskirche

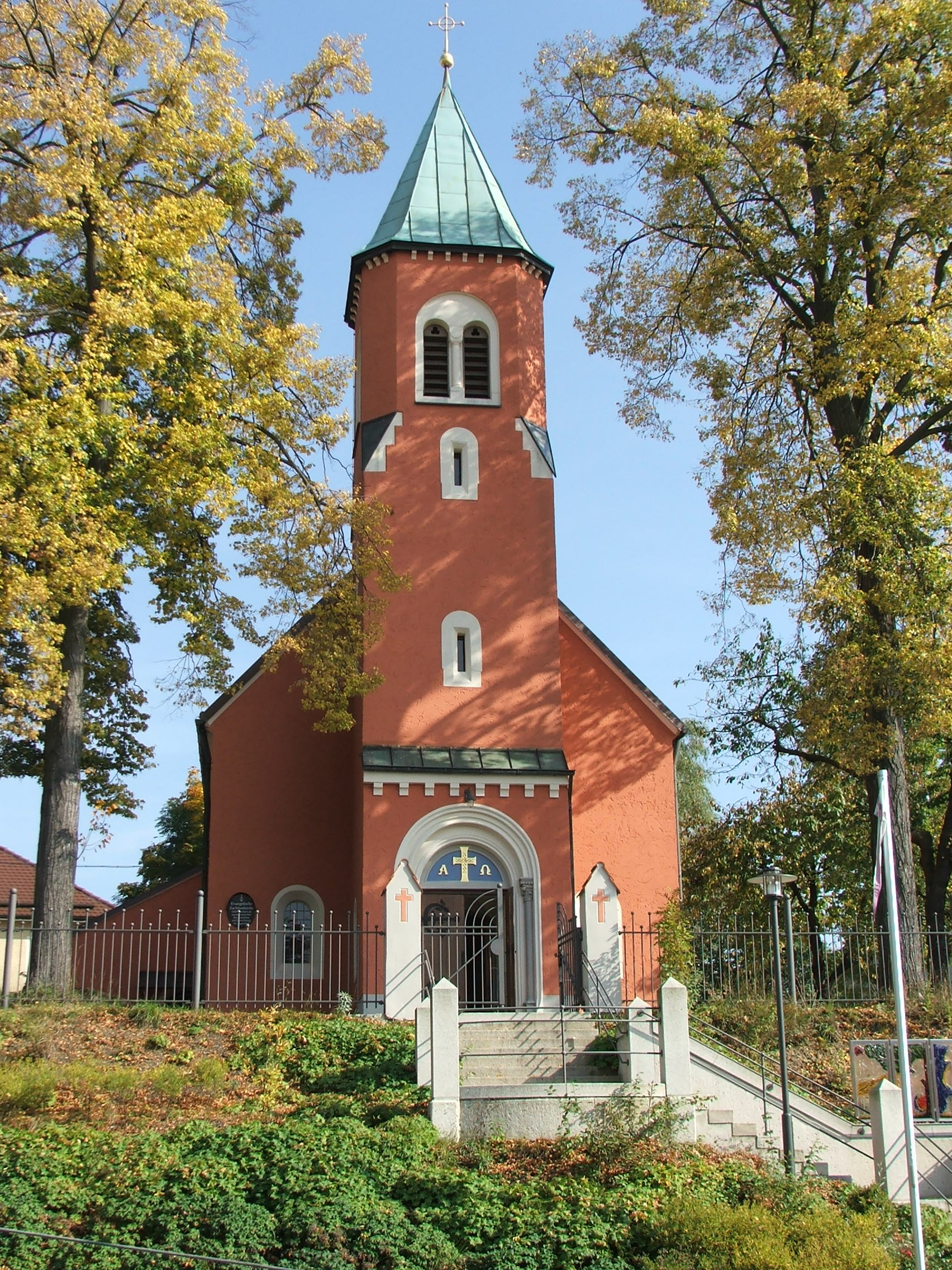
Zachäuskirche

Die 1903 erbaute evangelisch-lutherische Zachäus-Kirche wurde vom November 2014 bis Februar 2015 wegen massiver Schäden im Mauerwerk saniert.

### Further Drachenstich
Der Further Drachenstich ist das älteste Volksschauspiel Deutschlands.

## Wirtschaft und Infrastruktur

### Arbeitsplätze
2017 gab es in der Stadt 3.392 sozialversicherungspflichtige Arbeitsplätze. Von der Wohnbevölkerung standen 3.290 Personen in einem versicherungspflichtigen Beschäftigungsverhältnis. Damit war die Zahl der Einpendler um 102 Personen größer als die der Auspendler. 201 Einwohner waren arbeitslos.

### Verkehr
Der Bahnhof Furth im Wald ist Grenzbahnhof an der Strecke aus Schwandorf, die in Richtung Plzeň weiterführt. Aufgrund der Grenzlage und der vom Güter- und Personenverkehr stark genutzten Strecke bestehen hier großflächige Gleisanlagen für Güterzüge und den Lokwechsel.
Die Station wurde 2020 barrierefrei umgebaut.
Es besteht ein annähernd stündliches Angebot zur Kreisstadt Cham. Ferner gibt es regelmäßige Verbindungen nach Schwandorf, Regensburg, Nürnberg und München sowie mit den tschechischen Staatsbahnen (České dráhy) im Regionalverkehr nach Domažlice (Taus), im Fernverkehr nach Plzeň und Prag. Die Verbindungen werden auch von Pendlern genutzt.
Furth im Wald hat mit der B 20 bzw. auf tschechischer Seite die N 26 bei Česká Kubice Anschluss an das überörtliche Straßennetz.

### Ansässige Unternehmen
Aus einer traditionellen Glashütte entstand die „Flabeg“, auf die in Further Arbeiterkreisen jedoch stets nur als „Glashütte“ Bezug genommen wird. Die „Flabeg GmbH & Co. KG“ verfügt über eine selbstentwickelte Technik zum Glasbiegen und ist ein bedeutender Hersteller von Kfz-Spiegeln, Display-, Bildschirm- und Scannerglas sowie Sonnenkollektoren für Parabolrinnenkraftwerke.
Es existieren mehrere kleine Industriegebiete mit Elektronikunternehmen (Deltec Automotive GmbH & Co. KG, ELOTEC Fischer Elektronik GmbH, Zollner Elektronik AG) sowie weiteren Zulieferbetrieben, wie die Textilindustrie Wb compagnie GmbH. Wichtige Arbeitgeber sind auch der Tourismus, der Schlachthof Vion N. V. sowie der Einzelhandel.

### Medizinische Versorgung
Es gibt ein Therapiezentrum und eine Fachklinik für Abhängigkeitserkrankungen und Psychosomatik, ein Medizinisches Versorgungszentrum sowie Facharztpraxen.

### Bildung
- Vier Kindertageseinrichtungen mit 219 genehmigten Plätzen und 293 Kindern
- Grundschule Furth im Wald[17]
- Mittelschule Furth im Wald[18]
- Staatliche Realschule Furth im Wald[19]
- Staatliche Berufsschule Furth im Wald
- Paedagon – Fachakademie für Sozialpädagogik & Berufsfachschule für Kinderpflege
- Landkreismusikschule Cham (Außenstelle Furth im Wald)
- Volkshochschule im Landkreis Cham (Außenstelle Furth im Wald)

## Persönlichkeiten

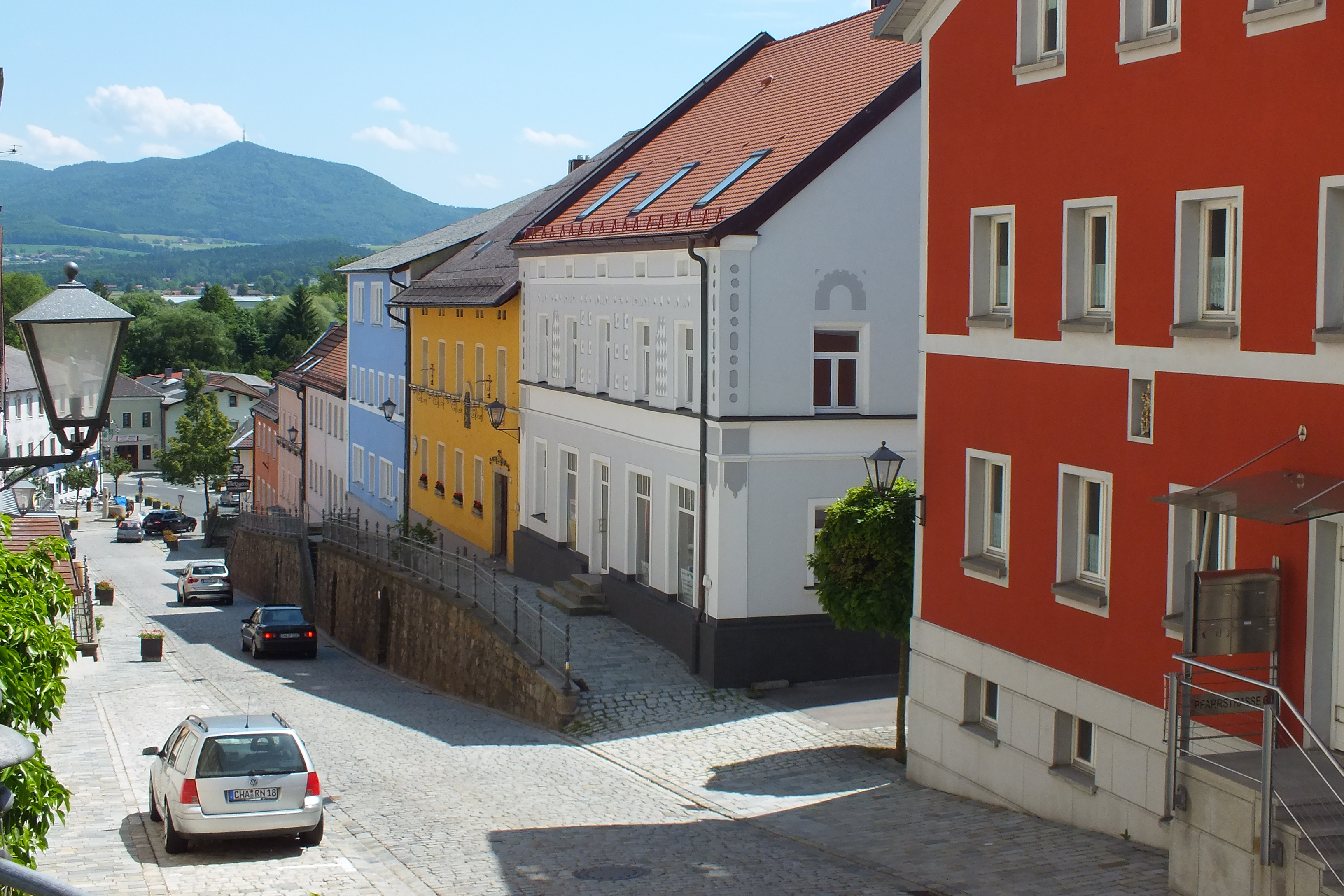
Innenstadt Furth im Wald

- Werner Perlinger (* 1942), Stadtarchivar und Heimatgeschichtsforscher

### Söhne und Töchter der Stadt
- Thomas Bruckner (* 1966), Physiker und Hochschullehrer
- Emil Bücherl (1919–2001), Herzchirurg, Erfinder des Kunstherzes
- Wolfgang Bücherl (1911–1985), deutsch-brasilianischer Arachnologe
- Franz Christoph (1953–1996), Publizist und Mitbegründer der Independent living#In Deutschland
- Georg Anton Dätzel (1752–1847), Priester, Jesuit, Forstwissenschaftler, Mathematiker, Hochschullehrer
- Michael Datzl (1821–1898), Bürgermeister, Reichstags- und Landtagsabgeordneter (Zentrum)
- Lisa-Marie Dickreiter (* 1978), Schriftstellerin und Drehbuchautorin
- Gottlieb Dimpfl (1923–um 1993), Stadtamtsrat und Erster Bürgermeister[20]
- Christian Erdt (* 1987), Schauspieler
- Aloys Fischer (1880–1937), Pädagoge
- Hugo Geiger (1901–1984), Politiker (CSU), MdB, MdL, letzter bayerischer Postminister (1945)
- Gerfried Joseph Hastreiter (1912–1945), Schulbruder und Märtyrer
- Toni Lauerer (* 1959), Autor und Kabarettist
- Johann Kaspar von Lippert (1729–1800), Verwaltungsjurist, Historiker und Hochschullehrer
- Adalbert Müller (1802–1879), Schriftsteller und Landeskundler
- Franz Josef Nuißl (1877–1955), Oberbürgermeister und Ehrenbürger von Neu-Ulm
- Sissi Perlinger (* 1963), Schauspielerin
- Lothar Popp (1887–1980), Anführer des Kieler Matrosen- und Arbeiteraufstands 1918
- Anton Reus (1882–1960), Bürgermeister und Landrat in Deggendorf
- Toni Schmid (1909–1932), Bergsteiger
- Sabine Schulz (* 1981), Volleyball- und Beachvolleyballspielerin
- Helmut Sturm (1932–2008), Maler, Mitglied der Gruppe SPUR, 1980–1982 Gastprofessor an der Hochschule der Künste zu Berlin
- Willibald Utz (1893–1954), Generalleutnant der Wehrmacht
- Richard Vogl (* 1952), bildender Künstler
- Helge Weindler (1947–1996), Kameramann

### Ehrenbürger
- Stadtpfarrer i. R. Prälat Sebastian Werner
- Edmund Stoiber (* 1941), ehemaliger bayerischer Ministerpräsident
- Willi Gabriel
- Rudolf Blahut[21]
- Unternehmer Manfred Zollner sen. (* 1940)